# طلای نوردیک

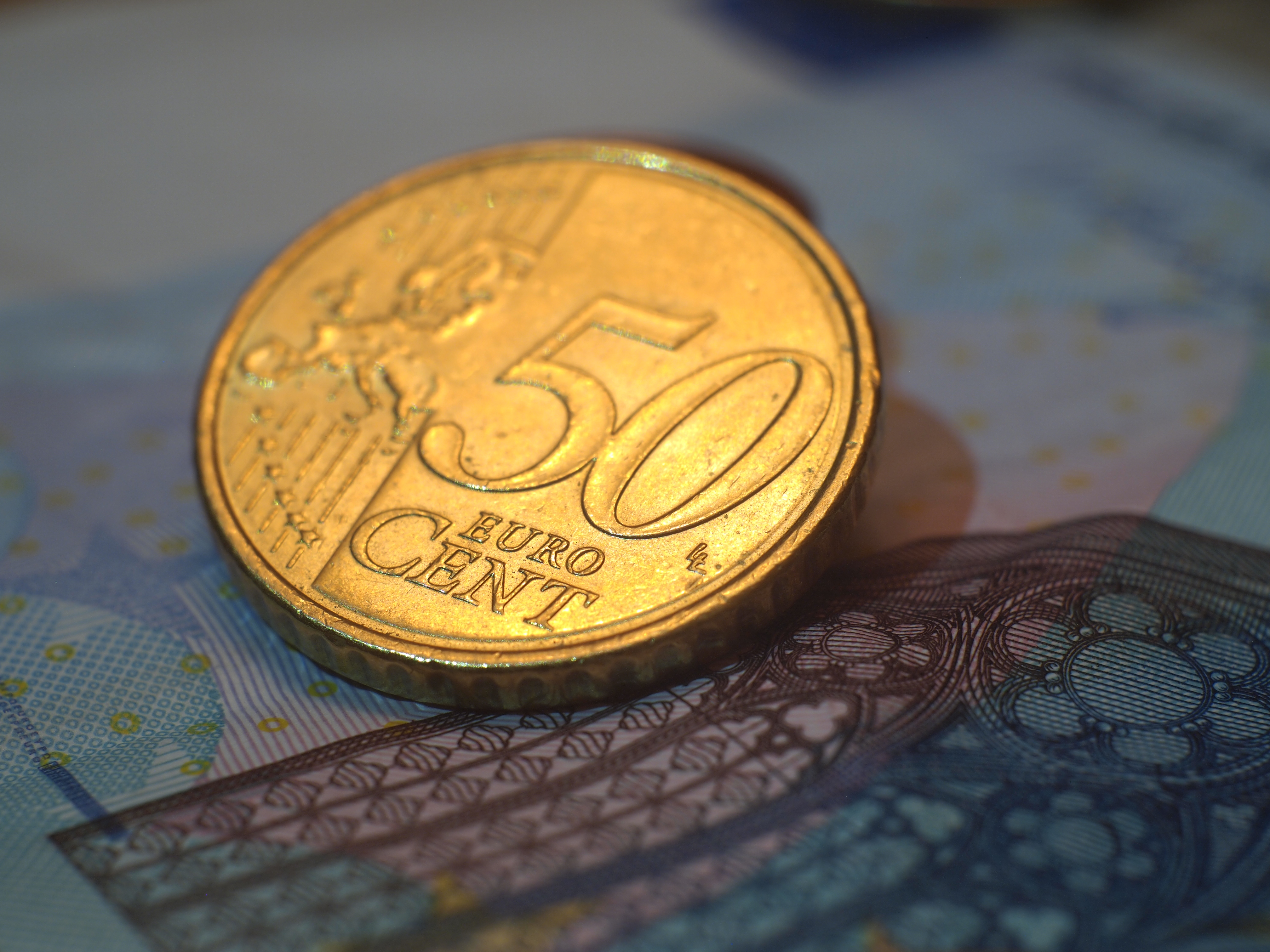
سکه ۵۰ سِنت یورو، ساخته‌شده از طلای نوردیک

طلای نوردیک (به انگلیسی: Nordic gold) آلیاژی است که سکه‌های ۵۰، ۲۰ و ۱۰ سِنتی یورو با آن ضرب می‌شوند. همچنین چند سالی‌ست که در کشورهای دیگر به ویژه در سکهٔ «۱۰ کرون سوئد» استفاده می‌گردد. ترکیب آن ۸۹٪ مس، ۵٪ آلومینیم، ۵٪ روی و ۱٪ قلع می‌باشد.
این سکه‌ها شامل هیچ‌گونه طلا نبوده و رنگ و وزن آن نیز با طلای ناب متفاوت است. این ترکیب بدون آلرژی بوده و از دیگر برتری‌های آن شامل خاصیت ضد میکروبی و ایستادگی در برابر لکه‌دار شدن‌ است.